# Бортницы (Московская область)
Бортницы — деревня в Клинском районе Московской области, в составе Воздвиженского сельского поселения. Население — 38 чел. (2010). До 2006 года Бортницы входили в состав Воздвиженского сельского округа.
Деревня расположена в северо-западной части района, примерно в 26 км к западу от райцентра Клин, на правом берегу реки Яузы, высота центра над уровнем моря — 134 м. Ближайшие населённые пункты — Воздвиженское на востоке и Высоково на западе.

## История
Входила в Круговскую волость, принадлежала к приходу Крестовоздвиженской церкви погоста Дмитриевского, что в Кругу (1883 год).

## Население
| 2002 | 2006 | 2010 |
| ---- | ---- | ---- |
| 38   | ↘33  | ↗38  |